# GAIS
예테보리 선수 스포츠 연맹(Göteborgs Atlet- och Idrottssällskap), 약칭 GAIS는 스웨덴 예테보리의 축구단으로, 현재 알스벤스칸에서 활동하고 있다.

## 성적
- 스웨덴 챔피언
  - 우승 4회 (1919, 1922, 1930–31, 1953–54)

- 알스벤스칸
  - 우승 4회 (1924–25, 1926–27, 1930–31, 1953–54)
  - 준우승 4회 (1925–26, 1932–33, 1933–34, 1941–42)

- 스벤스카 세리엔
  - 우승 1회 (1923–24)

- 스벤스카 메스테르스카펫
  - 우승 2회 (1919, 1922)

- 스웨덴 컵
  - 우승 1회 (1942)
  - 준우승 1회 (1986–87)

## 선수 명단

### 현역
참고: FIFA 자격 규정에 따라 소속된 국가대표팀 국기를 표시합니다. 선수는 복수의 FIFA 비회원국 국적을 가지고 있을 수 있습니다.
| 번호 | 포지션 | 국적     | 이름             |
| ---- | ------ | -------- | ---------------- |
| 2    | DF     |          | 마테오 드 브리엔 |
| 10   | MF     |          | 아민 보우드리    |
| 13   | GK     | 뉴질랜드 | 키스 심스        |

| 번호 | 포지션 | 국적       | 이름              |
| ---- | ------ | ---------- | ----------------- |
| 26   | FW     | 신트마르턴 | 초바니 아마카리조 |

## 역대 감독
| 감독        | 임기        |
| ----------- | ----------- |
| 군나르 그렌 | 1963 ~ 1964 |
| 군나르 그렌 | 1968 ~ 1969 |
| 롤란드 닐손 | 불명        |